# 石川魚麻呂
石川 魚麻呂（いしかわ の うおまろ、生没年不詳）は、奈良時代から平安時代初期にかけての貴族。姓は朝臣。官位は従五位下・左京大夫。

## 経歴
桓武朝前期の延暦3年（784年）従五位下・左大舎人助に叙任される。延暦5年（786年）大和国班田左次官に任ぜられると、延暦6年（787年）摂津亮次いで丹後守と地方行政に携わった。
延暦18年（799年）右少弁次いで左少弁と桓武朝後期に弁官を務めるが、その後も従五位下の叙位から20年以上昇叙されることはなかった。延暦25年（806年）平城天皇の即位後まもなく左京大夫に任ぜられている。

## 官歴
『六国史』による。
- 時期不詳：正六位上
- 延暦3年（784年） 正月7日：従五位下。4月2日：左大舎人助
- 延暦5年（786年） 9月29日：大和国班田左次官
- 延暦6年（787年） 2月8日：摂津亮。2月25日：丹後守
- 延暦18年（799年） 2月6日：右少弁。6月16日：左少弁
- 延暦25年（806年） 4月12日：左京大夫